# Edificis d'habitatge al carrer Santa Bàrbara (Cercs)
Els Edificis d'habitatge al carrer Santa Bàrbara són uns habitatges de la colònia de Sant Corneli, al municipi de Cercs (Berguedà) inclosos en l'Inventari del Patrimoni Arquitectònic de Catalunya.

## Descripció
Es tracta d'un conjunt d'habitatges plurifamiliars de planta rectangular coberts a dues vessants amb el carener paral·lel a la façana, orientada a llevant. Els murs són fets amb maçoneria i els emmarcaments de portes i finestres amb maó. Cadascun dels blocs té 12, 14 o 18 habitatges que reprodueixen, tant a l'interior com a les façanes hi ha els mateixos elements definidors. Les escales d'accés als habitatges són generalment exteriors, igual que les comunes, un dels elements més característics. Els habitatges consten de cuina-menjador, 2 o 3 habitacions, un passadís central, la comuna i la carbonera exterior. En el conjunt d'habitatges l'única referència tipològica és la dels habitatges del carrer Santa Cecília construïts als anys cinquanta, més amplis i amb WC interior.

## Història
Els habitatges més característics i definidors de la colònies es varen construir entre 1895 i 1911 i responen al model d'habitatges obrers comú al de les colònies tèxtils de la comarca. La colònia es va construir per allotjar una població creixent de miners que treballaven a la boca de la mina de Sant Corneli situada a la mateixa colònia. Malauradament el despoblament es va començar a generalitzar als anys seixanta (davant la manca de serveis i abandó general) i dels 1100 habitants inicials es va passar a uns 200 habitants. Amb l'abandonament, els habitatges van degradar-se considerablement però en els últims anys l'empresa "Carbons de Berga S. A." els ha venut com a segones residències i el procés de dignificació ha començat.
Hi ha instal·lat el Museu de les Mines de Cercs.